# Morski psi zvjezdaši
Morski psi zvjezdaši (lat. Echinorhiniformes), red morskih pasa sa samo jednom porodicom Echinorhinidae (šiljoglavke), i jednim rodom Echinorhinus

## Opis
Dvije leđne peraje, sa ili bez bodlji; nema analne peraje; pet škržnih proreza; prisutne spirale; migavi donji kapak odsutan. Poznati iz duboke vode.
Postoje dvije vrste.

## Vrste
1. Echinorhinus brucus (Bonnaterre, 1788), pas zvjezdaš
2. Echinorhinus cookei Pietschmann, 1928